# Megaselia chilochaeta
Megaselia chilochaeta är en tvåvingeart som beskrevs av Borgmeier 1962. Megaselia chilochaeta ingår i släktet Megaselia och familjen puckelflugor. Inga underarter finns listade i Catalogue of Life.